# Matudanthus nanus
Matudanthus es un género monotípico de plantas con flores de la familia Commelinaceae, su única especie es Matudanthus nanus  (M.Martens & Galeotti) D.R.Hunt,
Es originaria de México en Oaxaca. Se encuentra en los bosques de quercus-pinus y mesófilo de montaña entre los 2400 y 3000 m s. n. m. en los distritos de Centro, Ixtlán, Miahuatlán, Mixe y Zimatlán.

## Taxonomía
Matudanthus nanus fue descrita por (M.Martens & Galeotti) D.R.Hunt y publicado en Kew Bulletin 33(2): 333. 1978.
Sinonimia
- Tradescantia nana M.Martens & Galeotti (1842). basónimo
- Tradescantia geminiflora Matuda (1966).
- Tradescantia riomolinensis Matuda.[2]